# Margareta Carell
Ingrid Anna Margareta Carell, gift Marmgren, född 31 augusti 1949 i Umeå, är en svensk före detta friidrottare (spjutkastning). Hon tävlade för Mölndals AIK. Hon utsågs år 1979 till Stor grabb/tjej nummer 307.
Hon är mor till Martin Marmgren.